# 双安镇
双安镇，是中华人民共和国陕西省安康市紫阳县下辖的一个乡镇级行政单位。

## 行政区划
双安镇下辖以下地区：
双安社区、金川社区、双河口村、廖家河村、闹河村、林本河村、大湾村、沔峪河村、四合村、真武村、闹热村、白马石村、三元村和桐安村。